# Gösta Sundvall

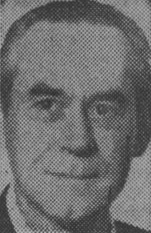
Gösta Sundvall

Gösta Sundvall, född 29 juni 1906 i Borlänge, död 1 oktober 1980 i Falun, var en svensk arkitekt. 
Sundvall, som var son till målarmästare Erik Sundvall och Hilma Hellberg, var från 1926 anställd på länsarkitektkontoren  i Kopparbergs samt Göteborgs och Bohus län. Han blev biträdande länsarkitekt i Falun 1939, konsult vid byggnadsnämnden i Ludvika stad 1942 och var stadsarkitekt där från 1945. Efter sin pensionering flyttade han till Falun.